# 尹寅求
尹 寅求（ユン・イング、朝鮮語: 윤인구、1972年9月13日 - ）は、大韓民国の韓国放送公社 (KBS) 所属のアナウンサー。
元内務部長官、ソウル特別市長、国会議員の尹致暎は祖父、元大統領の尹潽善は従おじである。

## 学歴
- 1979年 〜 1985年、京畿高等学校 卒業
- 1985年 〜 1988年、中央中学校（朝鮮語版） 卒業
- 1988年 〜 1991年、景福高等学校（朝鮮語版） (66回 卒業)
- 1991年 〜 1997年、延世大学校  社会福祉学科 (1991学番)
- 2005年、延世大学校 言論広報大学院 放送映像 専攻 修士

## 経歴
- 1997年 24期 KBS 公開採用のアナウンサー (KBS全州放送総局 地域の勤務)

## 担当番組

### テレビ
- 挑戦! ゴールデンベル (ko:도전! 골든벨)（2001年4月6日 〜 2002年11月10日）
- 朝の広場（朝鮮語版） （KBS 1TV、2013年4月8日 〜  2018年5月25日）
- 6時 我が故郷 (ko:6시 내고향) (KBS 1TV）（2018年 5月28日 〜 2025年3月28日、KBS 1TV）